# Малое Карасёво

Колокольня Церкви Покрова Пресвятой Богородицы (Малое Карасево)

Малое Карасёво — деревня в Коломенском районе Московской области, входит в Биорковское сельское поселение. Население — 279 чел. (2010).
Расположена в 95 км от МКАД по Новорязанскому шоссе. Находится на высоте 163 м над уровнем моря.
В деревне подворье коломенского женского Свято-Троицкого Ново-Голутвина монастыря с храмом в честь Успения Божией Матери. Также там действует негосударственное образовательное учреждение школа-интернат. В Малом Карасёве также есть ещё православный храм в честь Покрова Пресвятой Богородицы, имеется клуб и проводится ежегодный межрайонный культурно-спортивный фестиваль «Сиреневый рай».
Деревня имеет регулярное пассажирское автотранспортное сообщение с Коломной — автобус № 23 следующий до деревни Большое Карасёво.

## Население
| 2002 | 2006 | 2010 |
| ---- | ---- | ---- |
| 249  | ↗262 | ↗279 |